# Evernia
Genre
Evernia (du grec euernes, « poussant bien ») est un genre de lichens de la famille des Parmeliaceae.

## Description
Les espèces de ce genre ont un thalle fruticuleux à ramifications en lanières pendantes, présentent une face supérieure gris-vert et une face inférieure blanche. Cette caractéristique permet de les distinguer des espèces du genre Ramalina qui ont des lanières aux deux faces de couleur gris-vert.

## Espèces
- Evernia divaricata (L.) Ach., 1810
- Evernia esorediosa (Müll.Arg.) DuRietz, 1924
- Evernia mesomorpha Nyl., 1861
- Evernia perfragilis Llano, 1951
- Evernia prunastri (L.) Ach., 1810